# Gintaras Songaila

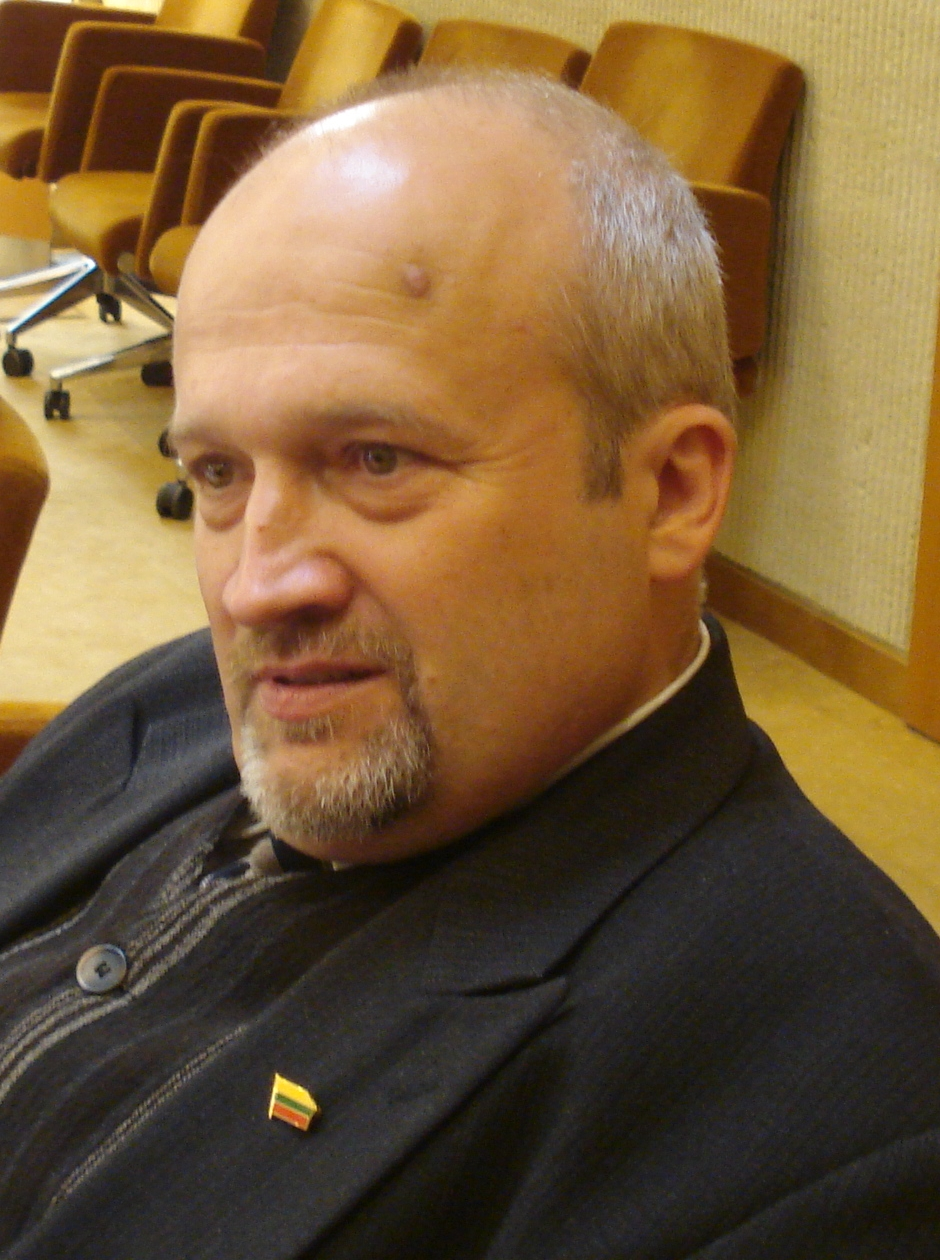
Gintaras Songaila (2011)

Gintaras Songaila (* 27. Oktober 1962 in Vilnius) ist ein litauischer Politiker.

## Biografie
Nach dem Abitur mit Auszeichnung (Goldmedaille) 1980 an der 1. Mittelschule Klaipėda studierte er ab 1980 Medizin am Kauno medicinos institutas und von 1983 bis 1986 an der Vilniaus universitetas. Er wurde Psychiater und Narkologe. Von 1983 bis 1986 war er Mitglied im Tourismus-Club und Schauspieler bei VU Kiemo teatras. Von 1986 bis 1989 arbeitete er als wissenschaftlicher Mitarbeiter am Labor für Narkologie am Institut für Hygiene und Epidemiologie. Von 1989 bis 1990 war er Gehilfe des Ministers am Gesundheitsministerium Litauens.
Ab 1988 war er Mitglied von Sąjūdis und ab 1990 Mitglied im Stadtrat Vilnius. Von 1991 bis 1992 war er stellvertretender Redakteur der Wochenschrift „Kovo 11“, 1992 stellvertretender Direktor von Rytų Lietuvos televizija, von 1993 bis 2000 Generaldirektor von Baltijos televizija, Vizepräsident und danach Präsident vom Verband Lietuvos radijo ir televizijos asociacija sowie der litauischen Sektion des Internationalen Werbungsverbands. Er ist Inhaber von „UAB Litevita“ (Entwickler von Digital-TV in Šiauliai und Panevėžys).
Seit 2004 ist er Mitglied der Lietuvių tautininkų sąjunga, von 2005 bis 2008 Leiter der LTS, von 2008 bis 2011 Mitglied der Tėvynės sąjunga.
Mit Frau Jurgita hat er die Kinder Jorigė, Audinga und Žygintas.